# Prvenstvo Hrvatske u nogometu

## Prvenstvo Republike Hrvatske
| Sezona        | klubova | Prvak              | Doprvak                  | Trećeplasirani              | Četvrtoplasirani            |
| ------------- | ------- | ------------------ | ------------------------ | --------------------------- | --------------------------- |
| 1992.         | 12      | Hajduk Split (1)   | Zagreb                   | Osijek                      | Inker Zaprešić              |
| 1992./93.     | 16      | Croatia Zagreb (1) | Hajduk Split             | Zagreb                      | Rijeka                      |
| 1993./94.     | 18      | Hajduk Split (2)   | Zagreb                   | Croatia Zagreb              | Inker Zaprešić              |
| 1994./95.     | 16      | Hajduk Split (3)   | Croatia Zagreb           | Osijek                      | Zagreb                      |
| 1995./96.     | 12 (14) | Croatia Zagreb (2) | Hajduk Split             | Varteks Varaždin            | Osijek                      |
| 1996./97.     | 16      | Croatia Zagreb (3) | Hajduk Split             | Hrvatski dragovoljac Zagreb | Rijeka                      |
| 1997./98.     | 12      | Croatia Zagreb (4) | Hajduk Split             | Osijek                      | Hrvatski dragovoljac Zagreb |
| 1998./99. (5) | 12      | Croatia Zagreb (5) | Rijeka                   | Hajduk Split                | Osijek                      |
| 1999./00.     | 12      | Dinamo Zagreb (6)  | Hajduk Split (6)         | Osijek                      | Rijeka                      |
| 2000./01.     | 12      | Hajduk Split (4)   | Dinamo Zagreb            | Osijek                      | Varteks Varaždin            |
| 2001./02.     | 16      | Zagreb (1)         | Hajduk Split             | Dinamo Zagreb               | Varteks Varaždin            |
| 2002./03.     | 12      | Dinamo Zagreb (7)  | Hajduk Split             | Varteks Varaždin            | Kamen Ingrad Velika         |
| 2003./04.     | 12      | Hajduk Split (5)   | Dinamo Zagreb            | Rijeka                      | Osijek                      |
| 2004./05.     | 12      | Hajduk Split (6)   | Inter Zaprešić           | Zagreb                      | Rijeka                      |
| 2005./06.     | 12      | Dinamo Zagreb (8)  | Rijeka                   | Varteks Varaždin            | Osijek                      |
| 2006./07.     | 12      | Dinamo Zagreb (9)  | Hajduk Split             | Zagreb                      | Šibenik                     |
| 2007./08.     | 12      | Dinamo Zagreb (10) | Slaven Belupo Koprivnica | Osijek                      | Rijeka                      |
| 2008./09.     | 12      | Dinamo Zagreb (11) | Hajduk Split             | Rijeka                      | Slaven Belupo Koprivnica    |
| 2009./10.     | 16      | Dinamo Zagreb (12) | Hajduk Split             | Cibalia Vinkovci            | Šibenik                     |
| 2010./11.     | 16      | Dinamo Zagreb (13) | Hajduk Split             | Split                       | Cibalia Vinkovci            |
| 2011./12.     | 16      | Dinamo Zagreb (14) | Hajduk Split             | Slaven Belupo Koprivnica    | Split                       |
| 2012./13.     | 12      | Dinamo Zagreb (15) | Lokomotiva Zagreb        | Rijeka                      | Hajduk Split                |
| 2013./14.     | 10      | Dinamo Zagreb (16) | Rijeka                   | Hajduk Split                | Split                       |
| 2014./15.     | 10      | Dinamo Zagreb (17) | Rijeka                   | Hajduk Split                | Lokomotiva Zagreb           |
| 2015./16.     | 10      | Dinamo Zagreb (18) | Rijeka                   | Hajduk Split                | Lokomotiva Zagreb           |
| 2016./17.     | 10      | Rijeka (1)         | Dinamo Zagreb            | Hajduk Split                | Osijek                      |
| 2017./18.     | 10      | Dinamo Zagreb (19) | Rijeka                   | Hajduk Split                | Osijek                      |
| 2018./19.     | 10      | Dinamo Zagreb (20) | Rijeka                   | Osijek                      | Hajduk Split                |
| 2019./20.     | 10      | Dinamo Zagreb (21) | Lokomotiva Zagreb        | Rijeka                      | Osijek                      |
| 2020./21.     | 10      | Dinamo Zagreb (22) | Osijek                   | Rijeka                      | Hajduk Split                |
| 2021./22.     | 10      | Dinamo Zagreb (23) | Hajduk Split             | Osijek                      | Rijeka                      |
| 2022./23.     | 10      | Dinamo Zagreb (24) | Hajduk Split             | Osijek                      | Rijeka                      |
| 2023./24.     | 10      | Dinamo Zagreb (25) | Rijeka                   | Hajduk Split                | Osijek                      |
| 2024./25.     | 10      | Rijeka (2)         | Dinamo Zagreb            | Hajduk Split                | Varaždin                    |

## Uspješnost klubova
| Klub                        | Prvak | Doprvak | Trećeplasirani                                                                                  | Četvrtoplasirani                                                                       | Ukupno |
| Dinamo Zagreb (Croatia)     | 1992./93., 1995./96., 1996./97., 1997./98., 1998./99., 1999./2000., 2002./03., 2005./06., 2006./07., 2007./08., 2008./09., 2009./10., 2010./11., 2011./12., 2012./13., 2013./14., 2014./15., 2015./16., 2017./18., 2018./19., 2019./20., 2020./21., 2021./22., 2022./23., 2023./24. | 1994./95., 2000./01., 2003./04., 2016./17., 2024./25. | 1993./94., 2001./02.                                                                            |                                                                                        | 32     |
| Hajduk Split                | 1992., 1993./94., 1994./95., 2000./01., 2003./04., 2004./05. | 1992./93., 1995./96., 1996./97., 1997./98., 1999./2000., 2001./02., 2002./03., 2006./07., 2008./09., 2009./10., 2010./11., 2011./12., 2021./22., 2022./23. | 1998./99., 2013./14., 2014./15., 2015./16., 2016./17., 2017./18., 2023./24., 2024./25.          | 2012./13., 2018./19., 2020./21.                                                        | 31     |
| Rijeka                      | 2016./17., 2024./25. | 1998./99., 2005./06., 2013./14., 2014./15., 2015./16., 2017./18., 2018./19., 2023./24.                                                                     | 2003./04., 2008./09., 2012./13., 2019./20., 2020./21.                                           | 1992./93., 1996./97., 1999./2000., 2004./05., 2007./08., 2021./22., 2022./23.          | 22     |
| Zagreb                      | 2001./02. | 1992., 1993./94. | 1992./93., 2004./05., 2006.07.                                                                  | 1994./95.                                                                              | 7      |
| Lokomotiva Zagreb           | | 2012./13., 2019./20. |                                                                                                 | 2014./15., 2015./16.                                                                   | 4      |
| Osijek                      | | 2020./21. | 1992., 1994./95., 1997./98., 1999./2000., 2000./01., 2007./08., 2018./19., 2021./22., 2022./23. | 1995./96., 1998./99., 2003./04., 2005./06., 2016./17., 2017./18., 2019./20., 2023./24. | 18     |
| Slaven Belupo Koprivnica    | | 2007./08. | 2011./12.                                                                                       | 2008./09.                                                                              | 3      |
| Inter Zaprešić (Inker)      | | 2004./05. |                                                                                                 | 1992., 1993./94.                                                                       | 3      |
| Varaždin (Varteks)          | | | 1995./96., 2002./03., 2005./06.                                                                 | 2000./01., 2001./02.                                                                   | 5      |
| Split                       | | | 2010./11.                                                                                       | 2011./12., 2013./14.                                                                   | 3      |
| Hrvatski dragovoljac Zagreb | | | 1996./97.                                                                                       | 1997./98.                                                                              | 2      |
| Cibalia Vinkovci            | | | 2009./10.                                                                                       | 2010./11.                                                                              | 2      |
| Šibenik                     | | |                                                                                                 | 2006./07., 2009./10.                                                                   | 2      |
| Kamen Ingrad Velika         | | |                                                                                                 | 2002./03.                                                                              | 1      |
| Varaždin                    | | |                                                                                                 | 2024./25.                                                                              | 1      |

## Sustav natjecanja
| Sezone                                                           | Ukupno sezona | Broj klubova | Broj utakmica po klubu | Objašnjenje sustava natjecanja |
| 1992.                                                            | 1             | 12           | 22                     | dvokružni liga-sustav |
| 1992./93., 1994./95., 1996./97., 2001./02., 2009/10. – 2011./12. | 7             | 16           | 30                     | dvokružni liga-sustav |
| 1993./94.                                                        | 1             | 18           | 34                     | dvokružni liga-sustav |
| 1995./96.                                                        | 1             | 12 (14)      | 32 (10) 36 (14)        | 12 klubova iz 1.A lige je igralo 22 kola dvokružnim liga-sustavom, liga se podijelila na Ligu za prvaka u koju su ušli 5 najboljih klubova iz 1.A lige i prvak 1.B lige, igrajući međusobno 10 kola, dok su u Ligu za ostanak ušli 7 preostalih klubova iz 1.A lige i drugoplasirani u 1.B ligi te odigrali međusobno novih 14 kola (dvostruki liga-sustav) |
| 1997./98., 1998./99., 2000./01., 2002./03. – 2005./06.           | 6             | 12           | 32                     | U prvom dijelu prvenstva klubovi odigraju međusobno 22 kola dvokružnim liga-sustavom, a potom se liga dijeli na Ligu za prvaka u koju ulazi nabolje 6 plasiranih momčadi, te Ligu za ostanak u koju ulazi preostalih 6 momčadi. U obje lige klub odigra još dvokružnim liga-sustavom 10 utakmica (po 2 sa svakim proivnikom)                                |
| 1999./00., 2006./07. – 2008./09., 2012./13.                      | 5             | 12           | 33                     | trokružni liga-sustav |
| 2013./14. – 2024./25.                                            | 9             | 10           | 36                     | četverokružni liga-sustav |

## Ostala prvenstva Hrvatske
| Sezona    | Naziv države      | Prvak                     | Doprvak                | Trećeplasirani (polufinalist)              | Napomene |
| 1912./13. | Trojednica        | HAŠK Zagreb               | Concordia Zagreb       | Građanski Zagreb                           | Prvenstvo nezavršeno, odigrano 7 od 10 kola Sudjelovalo je 6 momčadi |
| 1913./14. | Trojednica        |                           |                        |                                            | Prvenstvo nezavršeno zbog početka I. Svjetskog rata. Sudjelovalo je 8 momčadi. |
| 1939/40.  | Banovina Hrvatska | Građanski Zagreb          | HAŠK Zagreb            | Hajduk Split                               | Sudjelovalo je 10 momčadi, a prvenstvo je odigrano dvostrukim liga-sustavom (18 kola) |
| 1940/41.  | Banovina Hrvatska | Hajduk Split              | Građanski Zagreb       | Concordia Zagreb                           | Sudjelovalo je 10 momčadi, a prvenstvo je odigrano dvostrukim liga-sustavom (18 kola) |
| 1941.     | NDH               | Građanski Zagreb          | Concordia Zagreb       | Željezničar Zagreb                         | Prvenstvo nezavršeno, odigran samo jesenjski dio (8 od 16 kola) Sudjelovalo je 9 momčadi |
| 1942.     | NDH               | Concordia Zagreb          | Građanski Zagreb       | SAŠK Sarajevo HŠK Hajduk Osijek            | Prvi dio prvenstva igran u 4 regionalne skupine, pobjednici skupina su se plasirali u polufinale prvenstva |
| 1943.     | NDH               | Građanski Zagreb          | HAŠK Zagreb            | Concordia Zagreb                           | U prvom dijelu prvenstva su se igrale regionalne grupe iz kojih su 3 kluba iz Zagreba i 1 iz Osijeka direktno plasirali u treću fazu prvenstva U drugoj fazi prvenstva 10 klubova je bilo raspoređeno u 4 grupe čiji su se pobjednici plasirali u treću fazu U trećoj fazi se našlo 8 klubova koji su tvorili 4 para koja su igrala mesobno, a pobjednici parova plasirali su se u četvrtu fazu U četvrtoj fazi su preostala 4 kluba igrala međusobno ligu (6 kola)                                                                                 |
| 1944.     | NDH               | HAŠK Zagreb SAŠK Sarajevo |                        | Građanski Zagreb Borovo (Borovo – Vukovar) | Prvenstvo nije zavšeno U prvoj fazi prvenstva su se igrale regionalne lige U drugoj fazi prventva su mini-ligu odgrali najbolji zagrebački klubovi iz 1. faze, a pobjednici ostalih skupina su igrali kup-sustavom za plasman u završnicu U završnici prvenstva su se trebali susresti HAŠK iz Zagreba i SAŠK iz Sarajeva, ali je susret završnice otkazan zbog ratnog stanja Hrvatski nogometni savez je prvo titulu dodijelio HAŠK-u, ali je 1945. povukao odluku, pa za 1944. nije proglašen prvak.                                              |
| 1945.     | FD Hrvatska       | Hajduk J.A. Split         | Reprezentacija Zagreba |                                            | Od 12. do 19. kolovoza 1945. održano je prvo prvenstvo Federalne države Hrvatske (buduće NR, pa SR Hrvatske) u organizaciji Zemaljskog fizkulturnog odbora FD Hrvatske u sklopu "Fizkulturnog sleta". Sudjelovali su reprezentacije Zagreba, Zapadne Zone, Pokrajine, Istre, kombinirane sindikalne i vojne selekcije te, kao predstavnik Dalmacije, Hajduk koji je tada u nazivu nosio i dodatak: "Hajduk, momčad Jugoslavenske armije". U finalnoj utakmici odigranoj 19. kolovoza Hajduk J.A. pobijedio je reprezentaciju Zagreba rezultatom 2:1 |
| 1946.     | NR Hrvatska       | Hajduk Split              | Dinamo Zagreb          | Lokomotiva Zagreb                          | Prvenstvu su prethodila regionalna prvenstva i kvalifikacije u prvenstvo se plasiralo 8 najboljih momčadi iz kvalifikacija te se prvenstvo odigralo dvostrukim liga-sustavom (svaka momčad je odigrala 14 utakmica) |
| 1991.*    | Hrvatska          | Inker Zaprešić            | HAŠK Građanski Zagreb  | Rijeka                                     | * Ovo prvenstvo je bilo neslužbeno, a dobilo je naziv Slobodna Hrvatska Sudjelovalo je 7 klubova, a igrano je jednokružnim liga-sustavom (6 kola) |

## Unutarnje poveznice
- Prva hrvatska nogometna liga
- Hrvatska republička nogometna liga
- Hrvatski nogometni savez
- Nogomet u Hrvatskoj
- Kup Hrvatske u nogometu
- Superkup Hrvatske u nogometu
- Juniorsko prvenstvo Hrvatske u nogometu
- Kadetsko prvenstvo Hrvatske u nogometu
- Pionirsko prvenstvo Hrvatske u nogometu